# Neuvelle-lès-Cromary
Neuvelle-lès-Cromary és un municipi francès situat al departament de l'Alt Saona i a la regió de Borgonya - Franc Comtat. L'any 2007 tenia 279 habitants.

## Demografia

### Població
El 2007 la població de fet de Neuvelle-lès-Cromary era de 279 persones. Hi havia 108 famílies, de les quals 24 eren unipersonals (24 dones vivint soles i 24 dones vivint soles), 36 parelles sense fills i 48 parelles amb fills.
La població ha evolucionat segons el següent gràfic:
Habitants censats

### Habitatges
El 2007 hi havia 124 habitatges, 106 eren l'habitatge principal de la família, 8 eren segones residències i 10 estaven desocupats. 114 eren cases i 10 eren apartaments. Dels 106 habitatges principals, 81 estaven ocupats pels seus propietaris, 20 estaven llogats i ocupats pels llogaters i 5 estaven cedits a títol gratuït; 4 tenien dues cambres, 10 en tenien tres, 22 en tenien quatre i 70 en tenien cinc o més. 96 habitatges disposaven pel capbaix d'una plaça de pàrquing. A 45 habitatges hi havia un automòbil i a 56 n'hi havia dos o més.

### Piràmide de població
La piràmide de població per edats i sexe el 2009 era:
| Homes | Edats   | Dones |
| ----- | ------- | ----- |
| 0     | 95 o +  | 0     |
| 0     | 90 a 94 | 0     |
| 0     | 85 a 89 | 0     |
| 4     | 80 a 84 | 0     |
| 4     | 75 a 79 | 12    |
| 8     | 70 a 74 | 4     |
| 0     | 65 a 69 | 4     |
| 12    | 60 a 64 | 8     |
| 0     | 55 a 59 | 4     |
| 0     | 50 a 54 | 0     |
| 12    | 45 a 49 | 4     |
| 4     | 40 a 44 | 16    |
| 4     | 35 a 39 | 0     |
| 20    | 30 a 34 | 12    |
| 4     | 25 a 29 | 12    |
| 0     | 20 a 24 | 4     |
| 0     | 15 a 19 | 4     |
| 4     | 10 a 14 | 0     |
| 12    | 5 a 9   | 12    |
| 12    | 0 a 4   | 12    |

## Economia
El 2007 la població en edat de treballar era de 172 persones, 141 eren actives i 31 eren inactives. De les 141 persones actives 133 estaven ocupades (68 homes i 65 dones) i 8 estaven aturades (4 homes i 4 dones). De les 31 persones inactives 6 estaven jubilades, 10 estaven estudiant i 15 estaven classificades com a «altres inactius».

### Ingressos
El 2009 a Neuvelle-lès-Cromary hi havia 117 unitats fiscals que integraven 328,5 persones, la mediana anual d'ingressos fiscals per persona era de 18.059 €.

### Activitats econòmiques
Dels 4  establiments que hi havia el 2007, 1 era d'una empresa de construcció, 1 d'una empresa de comerç i reparació d'automòbils i 2 d'empreses de serveis.
L'únic servei als particulars que hi havia el 2009 era un veterinari.
L'únic establiment comercial que hi havia el 2009 era una botiga de menys de 120 m².
L'any 2000 a Neuvelle-lès-Cromary hi havia 4 explotacions agrícoles.

## Equipaments sanitaris i escolars
El 2009 hi havia una escola elemental integrada dins d'un grup escolar amb les comunes properes formant una escola dispersa.

## Poblacions més properes
El següent diagrama mostra les poblacions més properes.